# Eberhard von Bodenhausen

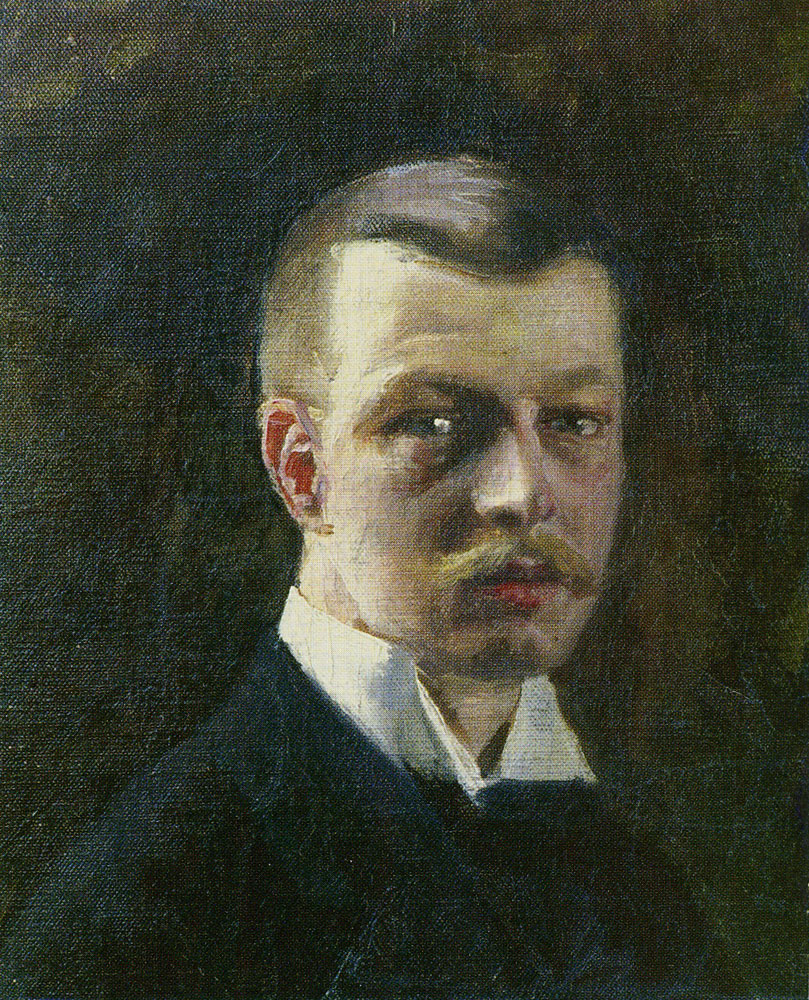
Eberhard von Bodenhausen auf einem Gemälde von Edvard Munch (1894)

Hans Eberhard von Bodenhausen (* 12. Juni 1868 in Wiesbaden; † 6. Mai 1918 in Meineweh; vollständiger Name: Hans Eberhard von Bodenhausen genannt Degener) war ein deutscher Jurist, Kunsthistoriker, Unternehmer und Manager. Er gehörte 1895 zu den Mitbegründern der Berliner Kunst- und Literaturzeitschrift Pan und stand in regem Austausch mit vielen Künstlern, Dichtern, Publizisten und Mäzenen seiner Zeit, wie zum Beispiel Hugo von Hofmannsthal, Harry Graf Kessler, Henry van de Velde, Rudolf Alexander Schröder, Max Liebermann oder Paul Cassirer. Sein Nachlass, zu dem auch ein umfassender Briefwechsel mit Harry Graf Kessler und Hugo von Hofmannsthal gehört, ist im Deutschen Literaturarchiv Marbach archiviert.

## Leben
Eberhard von Bodenhausen war Sohn des Majoratsherrn und Mitglieds des Preußischen Herrenhauses Hans Freiherr von Bodenhausen-Degener und der aus Philadelphia stammenden Fanny, geborene Butler. Er besuchte das Gymnasium in Roßleben. 1887 immatrikulierte er sich an der Rheinischen Friedrich-Wilhelms-Universität für Rechtswissenschaft. 1887 wurde er im Corps Borussia Bonn aktiv. Als Inaktiver wechselte er an die Universität Leipzig und die Friedrich-Wilhelms-Universität zu Berlin. Während des Studiums lernte er Harry Graf Kessler kennen, mit dem ihn bis zu seinem Tod 1918 eine Freundschaft verband. 1892, nach dem 1. Staatsexamen, war Bodenhausen zunächst als Referendar am Kammergericht Halberstadt, dann beim Landkreis Wollstein, in Nauen und später in Potsdam tätig. Als Landrat z.D. schied er aus dem Staatsdienst aus.
1894 war Bodenhausen Mitbegründer und erster Vorsitzender der „Genossenschaft PAN“, die als eingetragener Verein in Berlin die Kunst- und Literaturzeitschrift Pan herausgab. Im Mai 1897 lernte Bodenhausen Henry van de Velde kennen. Im Juni desselben Jahres besuchte Bodenhausen erstmals Hugo von Hofmannsthal, mit dem er sich eng befreundete.

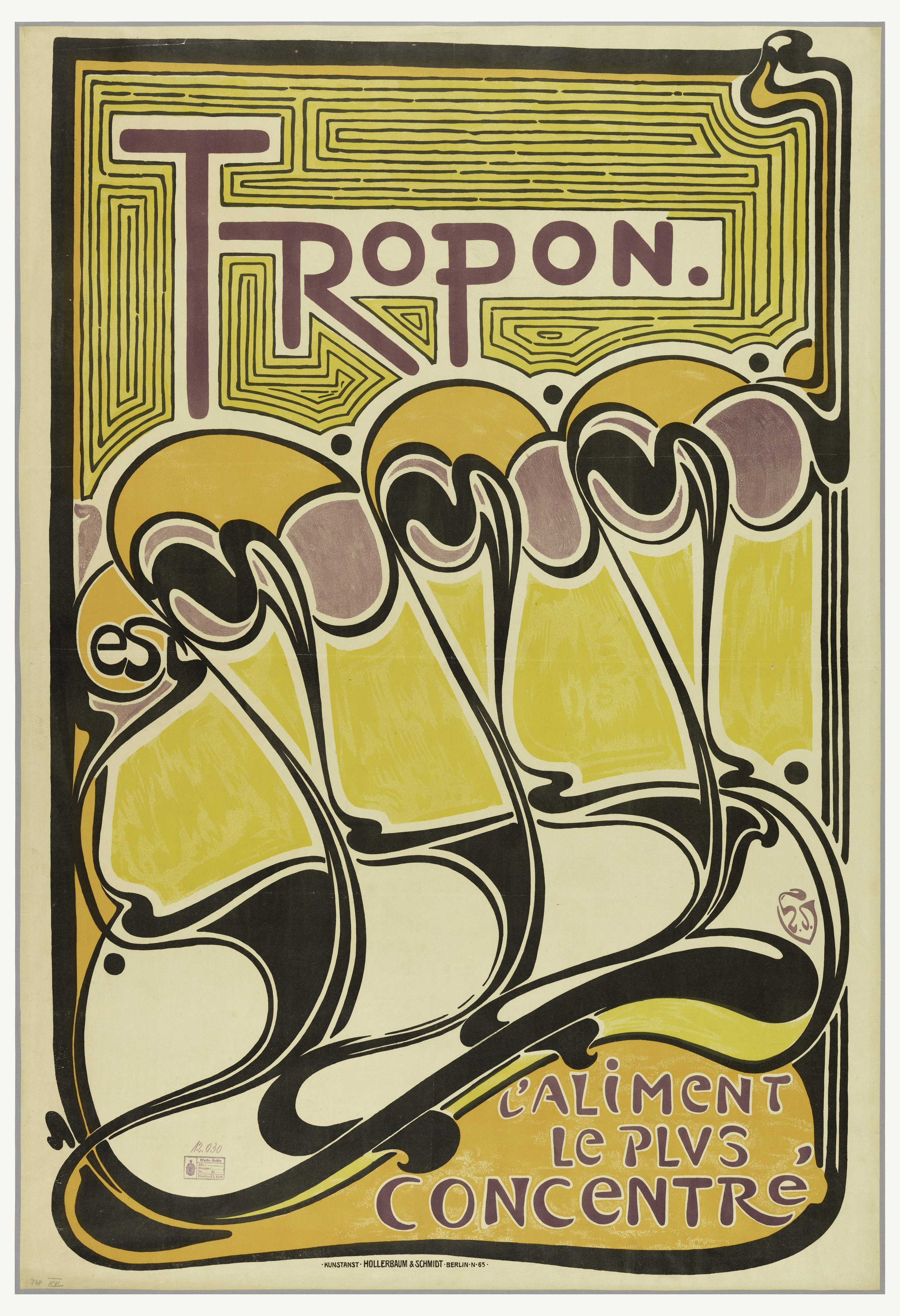
Werbe-Poster von Henry van de Velde gestaltet

Am 14. September 1897 gründete Bodenhausen gemeinsam mit Hugo Sholto Oskar Georg von Douglas die Proton GmbH in Mülheim am Rhein. Das Unternehmen wurde 1898 in Tropon GmbH umbenannt und produzierte ein gleichnamiges Eiweißprodukt zur Hebung der Volksgesundheit, das vom damaligen Direktor des Hygienischen Instituts und des Hospitals der Universität Bonn, Dittmar Finkler, entwickelt worden war. Bodenhausen war erster Geschäftsführer dieser Gesellschaft mit beschränkter Haftung (Deutschland) und beauftragte Henry van de Velde mit dem Entwurf von Plakaten und Verpackungen für die Tropon-Produkte. Das daraufhin entstandene Plakat gehört heute zu den wohl bedeutendsten Werbegrafiken, die unter dem Einfluss des Jugendstils entstanden. Originale des ersten Tropon-Plakates findet sich heute im Museum of Modern Art in New York und im Museum für Kunst und Gewerbe Hamburg.
Am 23. Oktober 1897 heiratete Eberhard von Bodenhausen Dorothea Gräfin Degenfeld-Schonburg. Aus dieser Ehe gingen drei Kinder hervor; das zweite Kind war Luli von Bodenhausen (* 7. November 1902; † 7. Juli 1951).
Im Jahr 1902 begann Bodenhausen ein Studium der Kunstgeschichte an der Ruprecht-Karls-Universität Heidelberg, das er 1905 abschloss. Unter Beteiligung Bodenhausens wurde am 16. Dezember 1903 in Weimar der Deutsche Künstlerbund gegründet; Harry Graf Kessler war Vizepräsident, Bodenhausen Schriftführer.
Am 2. November 1907 wurde Bodenhausen Direktor (Mitglied des Vorstands) der Friedrich Krupp AG in Essen. Am 6. Mai 1910 wechselte er in den Aufsichtsrat dieses Unternehmens. Seine Arbeit als Kunsthistoriker, Förderer und Organisator von Kunst und Kultur führte von Bodenhausen neben dieser beruflichen Tätigkeit fort. Im Januar 1918 wurde Eberhard von Bodenhausen Aufsichtsratsvorsitzender der Friedrich Krupp AG.
Eberhard von Bodenhausen starb vor dem 50. Geburtstag in Meineweh. Sein Grab befindet sich im Gutsbezirk Degenershausen, in der Nähe von Ermsleben.

## Ehrungen
- Ehrenmitglied des Corps Borussia Bonn[1]